# Schollbrunn
Schollbrunn è un comune tedesco di 954 abitanti, situato nel circondario del Meno-Spessart nel distretto della Bassa Franconia nel land della Baviera.